# Parc des Prés de la Bièvre

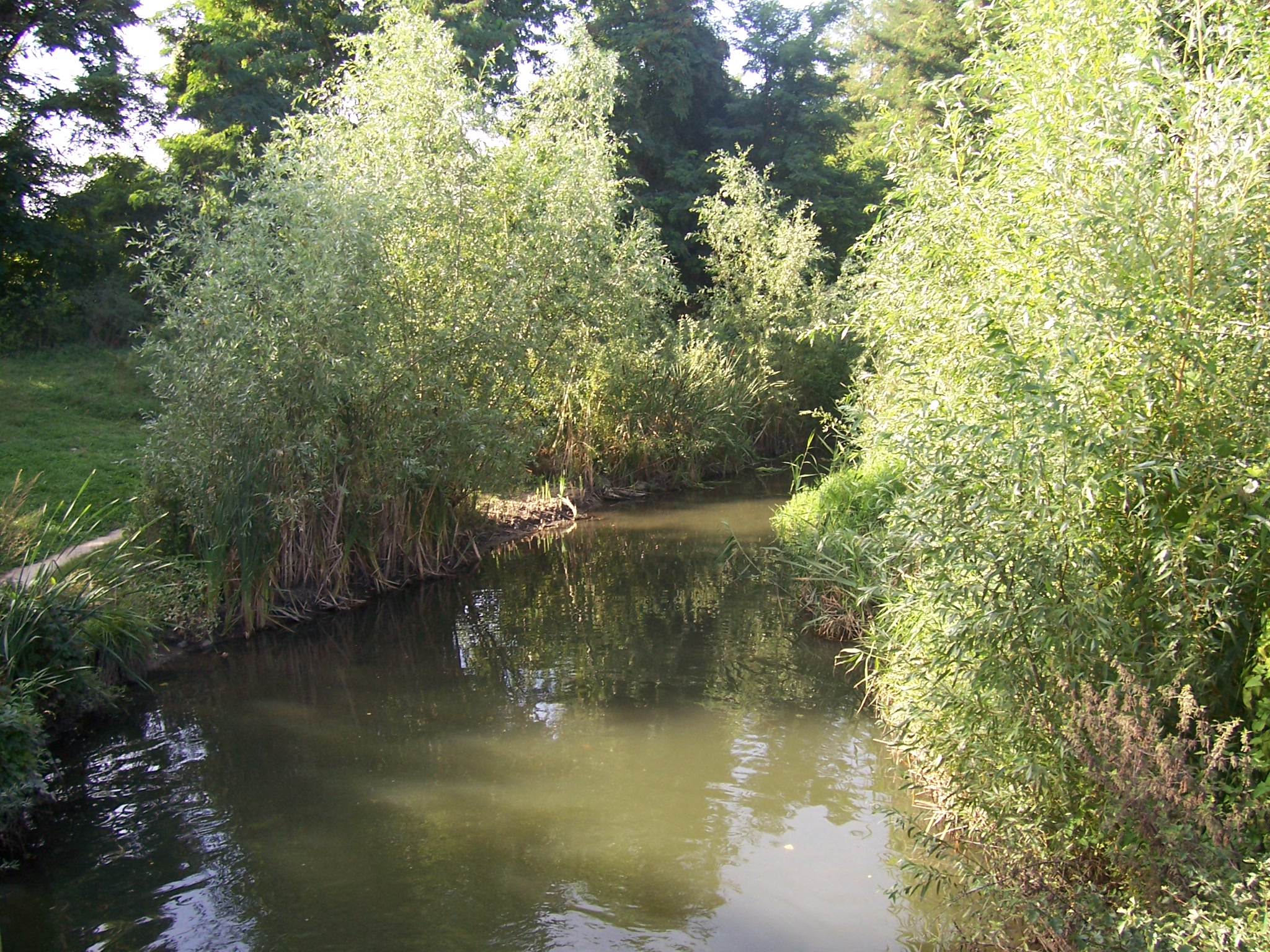
La Bièvre au Parc des Prés.

Le Parc des Prés de la Bièvre est un parc français créé en 2003 à Fresnes.
Cet aménagement a été récompensé par le grand prix de l’environnement 2003 et le trophée des éco-maires. Il a été présenté comme expérience pilote à Kyoto au Japon, au Forum mondial de l’eau en 2003.
Un tronçon de la Bièvre de 180 mètres a été remis au jour à l'intérieur du parc.